# Lizzie Yu Der Ling
Lizzie Yu Der Ling (裕德齡S, Yù DélíngP, Yü Tê-lingW, meglio conosciuta come "Principessa" Der Ling e nota anche come Elisabeth Antoinette White dopo il suo matrimonio con Thaddeus C. White; 8 giugno 1881 – 22 novembre 1944) fu la prima dama di compagnia dell'imperatrice vedova Cixi.
Suo padre era il diplomatico cinese Yü Keng; e sua madre era Louisa Pierson, che era lei stessa la figlia per metà cinese di un mercante di Boston che lavorava a Shanghai. Sebbene non fosse un membro della famiglia reale Qing, a Der Ling fu dato il titolo di "prima dama di compagnia" prestando servizio presso l'imperatrice Cixi. Fu scrittrice di numerose memorie, libri e articoli di riviste. 

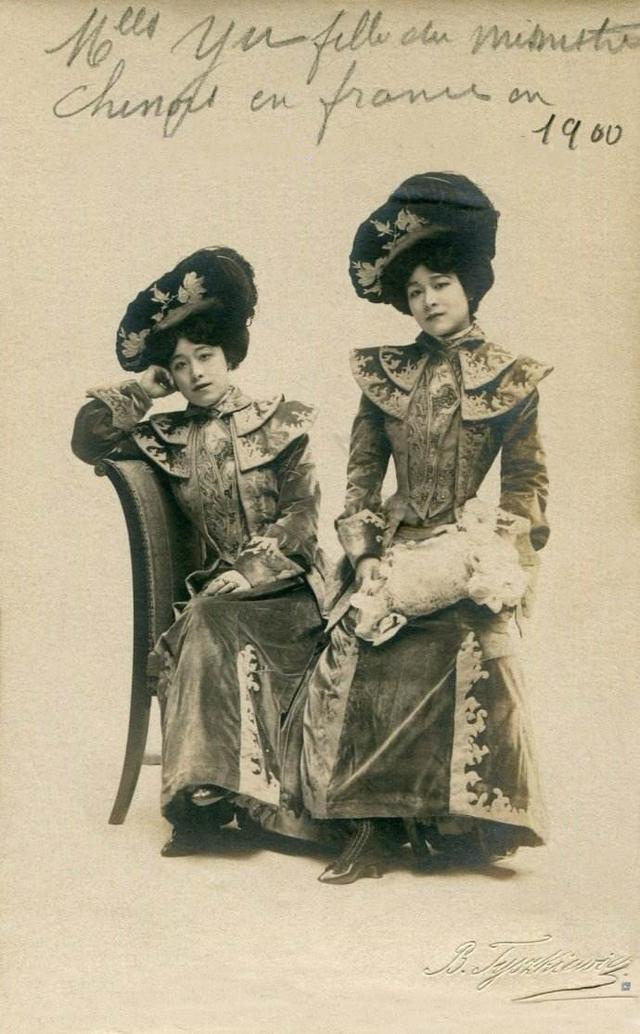
Der Ling (a sinistra) e sua sorella Roung Ling nel 1900

## Primi anni di vita
Il padre di Der Ling, Yü Keng, era un membro dei Plain White Banner Corps di Hanjun e, secondo sua figlia, era un Lord, cosa non certa. Dopo aver prestato servizio come ministro cinese in Giappone, fu nominato ministro della Terza Repubblica francese per quattro anni nel 1899. Era noto per le sue idee progressiste e riformiste; per la sua determinazione a istruire i suoi figli, comprese le ragazze, nelle scuole occidentali, il che era altamente insolito per la loro generazione; e per il suo invariabile sostegno all'imperatrice vedova Cixi. Nel 1905, Yü Keng morì a Shanghai. Secondo il biografo di Der Ling, la madre di Der Ling, Louisa Pierson, era figlia di un americano nato a Boston e di una donna cinese. Tuttavia, nel libro, qualunque fosse il suo background, viene ripetutamente definita da altre persone una Manciù. Le figlie di Yü Keng, Der Ling e Roung Ling (1882–1973, la futura Madame Dan Pao-tchao di Pechino) ricevettero un'educazione occidentale, imparando il francese e l'inglese e studiando danza a Parigi con Isadora Duncan.
Der Ling era una cattolica battezzata dal vescovo francese Alphonse Favier. Da bambina, viaggiò con il padre a Roma e ricevette la benedizione papale per mano di Papa Leone XIII durante un incontro privato.

## Dama di compagnia e vita successiva
Al suo ritorno in Cina, Der Ling divenne la prima dama di compagnia dell'imperatrice vedova Cixi, oltre a farle da interprete quando riceveva visitatori stranieri. Der Ling rimase a corte fino al marzo 1905. Nel 1907 sposò Thaddeus C. White, un americano. Der Ling aveva un fratello, John Yu Shuinling, che studiò fotografia in Francia e in seguito scattò le uniche fotografie dell'imperatrice vedova Cixi ancora esistenti.
Usando il titolo di Principessa, che avrebbe creato controversie per lei sia in Cina che negli Stati Uniti in futuro, Der Ling scrisse delle sue esperienze a corte nelle sue memorie Due anni nella Città Proibita, che fu pubblicato nel 1911. Afferma nel suo libro che lo status di Principessa, che l'imperatrice vedova le aveva conferito, era valido solo all'interno del palazzo. Poiché l'imperatore Guangxu, che era sotto una forma di arresti domiciliari, non confermò mai il titolo, questo non era valido nel mondo esterno. Due anni nella Città Proibita offre spunti unici sulla vita alla corte Manciù e sul carattere dell'imperatrice vedova, un mondo che si concluse bruscamente con la rivoluzione del 1911 che rovesciò la dinastia Manciù o Qing. Der Ling continuò a scrivere e pubblicò altri sette libri.
Der Ling non era un membro della famiglia reale Qing. Sebbene Der Ling affermasse di essere di etnia Manciù, suo padre Yü Keng era in realtà un alfiere cinese Han e non faceva parte degli alfieri Manciù. Suo padre non era un appartenente alla famiglia reale ma era un alfiere, proprio come Der Ling sosteneva di essere una Manciù mentre in realtà era una donna alfiere cinese.

## La morte
Der Ling morì a Berkeley, in California, nel 1944 in seguito all'investimento da parte di un camionista mentre attraversava un incrocio. Aveva recentemente insegnato cinese all'Università della California.

## Memorie e scritti

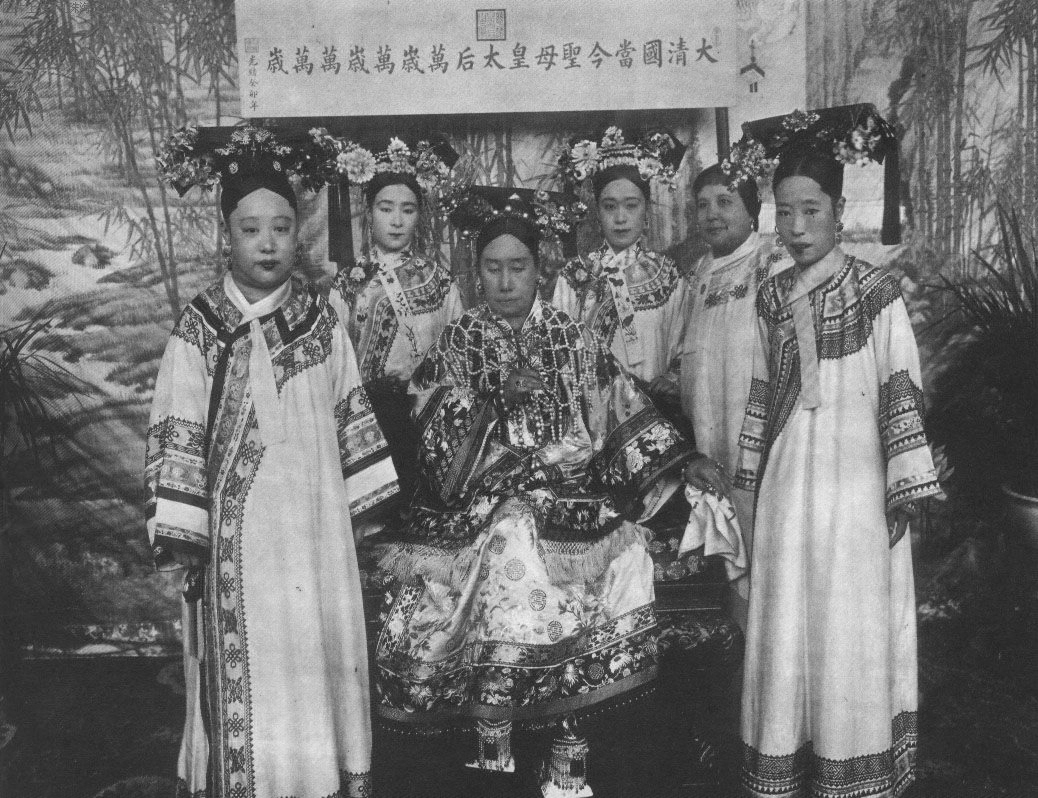
L'imperatrice vedova imperiale della Cina della dinastia Qing, Cixi, sul trono. Terza da destra, la Principessa Der Ling.

Dopo la morte di Cixi nel 1908, Der Ling dichiarò di essere così arrabbiata per ciò che vedeva - come falsi ritratti di Cixi che apparivano in libri e periodici - che scrisse il suo resoconto del servizio al "Vecchio Buddha", che chiamò "Two Years in the Forbidden City" (Due anni nella Città Proibita). Il libro apparve nel 1911, appena prima della caduta della dinastia Qing, costituendo un successo popolare.
In questo libro, Cixi non è il mostro della depravazione raffigurato nella stampa popolare e nei resoconti di seconda e terza mano lasciati da stranieri che avevano vissuto a Pechino, ma una donna anziana che amava le cose belle, aveva molti rimpianti sul passato e sul modo in cui aveva affrontato le numerose crisi del suo lungo regno e, apparentemente, si fidava abbastanza di Der Ling da condividere con lei molti ricordi e opinioni.
Der Ling avrebbe continuato a scrivere altri sette libri su questo periodo relativamente breve della sua giovinezza, quando era stata vicina al cuore del potere imperiale cinese in declino, e condividere questa storia personale e la sua abitudine di promuovere se stessa e i suoi scritti fece sì che la maggior parte della sua famiglia si rivoltasse contro di lei. Tutto ciò ha reso difficile valutare il contributo di Der Ling alla storiografia tardo Qing. Ma resta il fatto che è stata la prima donna cinese a vivere con Cixi e osservarla e poi scrivere di com'era; se molti dei ricordi di Der Ling hanno il sapore delle minuzie quotidiane di una corte che prosperava sui dettagli e sulla forma, i suoi scritti non sono meno preziosi per essersi concentrati su di esse, in particolare perché la vita all'interno della Città Proibita e del Palazzo d'Estate era un libro chiuso per la maggior parte delle persone in Cina, per non parlare del resto del mondo. La sua opinione era che fosse l'incomprensione di gran parte di ciò che emanava dal trono a creare così tanti dei problemi di cui Cixi è stata interamente incolpata.

### Opere
- Two Years in the Forbidden City.[6][7]
- Old Buddha.[8]
- Kowtow.[9]
- Lotos petals, New York, Dodd, Mead & Co, 1930.
- Jades and dragons, New York, The Mohawk Press, 1932.
- Golden Phoenix, New York, Dodd, Mead e Co., 1932.
- Imperial incense, New York, Dodd, Mead e Co., 1933.

### Libri
- C. P. Fitzgerald, Son of Heaven: A Biography of Li Shih-Min, Founder of the T'ang Dynasty, Cambridge, Inghilterra, Cambridge Univ Press, 1933.[10]
- Hayter-Menzies, Grant. Imperial Masquerade: The Legend of Princess Der Ling, Hong Kong, Cina, Hong Kong University Press, 2008.

### Articoli
- White Fox: A Legend of Old China, in McCall's Magazine, New York, McCall Corporation, aprile 1939.
- The Forbidden City and Broadway, in The Saturday Evening Post, Indianapolis, USA, Saturday Evening Post Society - Curtis Publishing Co., 14 settembre 1929.
- Within the Golden City, in The Saturday Evening Post, Indianapolis, USA, Saturday Evening Post Society - Curtis Publishing Co., 21 dicembre1929.
- A Quiet Day with a Chinese Family, in The Mentor, Springfield, Ohio, USA., The Crowell Publishing Co., febbraio 1930.
- Lady of the Lotus, in The Household Magazine, Topeka, Kansas, USA., Household Magazine, febbraio 1930.
- Golden Bells, in Holland's, Dallas, Texas, USA., Franklin Pierce Holland, settembre 1930.
- Golden Phoenix, in Good Housekeeping, New York, Hearst Magazines, dicembre 1930.
- From Convent to Court, in Pictorial Review, New York, Pictorial Review Company, gennaio 1931.
- Lustrous Jade, in Good Housekeeping, New York, Hearst Magazines, febbraio 1931.
- Beyond All Riches, in Good Housekeeping, New York, Hearst Magazines, agosto 1931.
- The Chu Pao Tai, in The Household Magazine, Topeka, Kansas, USA., Household Magazine, settembre 1931.
- At the Gate of Kwan Yin, in Good Housekeeping, New York, Hearst Magazines, novembre 1931.
- The Honorable Five Blessings, in Good Housekeeping, New York, Hearst Magazines, febbraio 1932.
- America Sends Health to China, in Physical Culture, MacFadden, marzo 1932.
- Pu-yi, The Puppet Emperor of Japan, in The Saturday Evening Post, Indianapolis, Indiana, USA, Saturday Evening Post Society - Curtis Publishing Co., 30 aprile 1932.
- Singing Kites of Tai Shan, in The Household Magazine, Topeka, Kansas, USA., Household Magazine, agosto 1932.
- The Kingdom of the Swallows, in Good Housekeeping, New York, Hearst Magazines, febbraio 1935.

## Nella cultura popolare
- La vita delle sorelle Yu alla corte imperiale è stata rappresentata nella serie televisiva cinese del 2006 Princess Der Ling, in cui Der Ling è stata interpretata da Zhang Jingjing. Una rappresentazione piuttosto romanticizzata della vita di Der Ling, in particolare della sua relazione con Kevin White (basata su Thaddeus C. White, interpretato da Jonathan Kos-Read).
- Nella serie di coproduzione cinese-giapponese del 2010 The Firmament of the Pleiades, il personaggio della principessa Shou An (Madam Zhang) è parzialmente ispirato alla principessa Der Ling.
- Der Ling è stata interpretata da Rainky Wai nel dramma televisivo di Hong Kong del 2016 The Last Healer in Forbidden City.